# Schneider Euro PC
Schneider Euro PC — домашний компьютер, выпущенный Schneider Computer Division.

## Описание
В продолжение успеха серии Schneider CPC, был предложен недорогой вариант для входа на развивающийся рынок домашних ПК. Компьютер использовал процессор Siemens 8088 (с тактовой частотой 4,77, 7,15 или 9,54 МГц в зависимости от настроек BIOS или нажимаемой комбинации клавиш), имел 512 КБ оперативной памяти (с возможностью расширения до 640 КБ) и поставлялся с MS-DOS 3.3 и Microsoft Works 1.0.
Как и во многих других домашних компьютерах того времени, печатная плата компьютера была встроена в корпус клавиатуры. Для системы были доступны 12-дюймовый монохромный монитор (MM12) и 14-дюймовый цветной монитор (CM14). Euro PC имел графический чип, который можно было переключать между монохромным режимом HGC и цветным режимом CGA. Блок питания был внешним, что было необычной особенностью для ПК.
В качестве устройства хранения данных был установлен 3,5-дюймовый дисковод (720 КБ). В качестве аксессуаров были доступны внешний 3,5-дюймовый дисковод с объёмом 720 КБ (FD720), 5,25-дюймовый дисковод с объёмом 360 КБ (FD360) и жёсткий диск объёмом 20 МБ (XT Attachment, аналогичный IDE — ATA). Его нельзя было заменить на другую модель, так как параметры дисковода были жёстко запрограммированы в BIOS. Однако можно было использовать другие жёсткие диски с соответствующим контроллером в слоте расширения.
Компьютер продавался через крупные компании по почтовым заказам по цене 1800 немецких марок. Высококонкурентный рынок ПК оставлял мало места для новых машин, но Euro PC всё же продавался в значительных количествах благодаря своей низкой цене и небольшому корпусу.
Обновлённая версия, Euro PC II, выпущенная в 1989 году, имела 768 КБ ОЗУ и математический сопроцессор 8087. Другая версия с дополнительными расширениями называлась Euro XT. А Euro AT предлагал процессор 80286, 1 МБ оперативной памяти и графическую карту EGA. Euro SX, выпущенный в 1992 году, был оснащён процессором 80386SX.